# Egildo Vieira do Nascimento
Egildo Vieira do Nascimento (Piranhas, 20 de julho de 1947 — Maceió, 30 de julho de 2015) foi um flautista, compositor e luthier brasileiro.

## Biografia
Foi iniciado musicalmente no clarinete aos cinco anos de idade pelo mestre Nemézio Teixeira. Depois passou a integrar a banda do maestro Elísio José de Souza. Posteriormente, criou, juntamente com Rosiane Rodrigues (sanfona) e João Gilberto Cordeiro Folha (trombone), um grupo de iê-iê-iê em Piranhas chamado The Boys Life. Em meados da década de 1960 vai concluir os estudos regulares na cidade de Penedo. Estabelecido em Maceió, integrou o grupo LSD (Luz Som Dimensão) em que também figuravam Djavan, em início de carreira, e o baterista Beto Batera, entre outros.
Antes de alcançar renome nacional, integrou orquestras de baile em Maceió. No início da década de 1970, integrando o GAPEMA (Grupo Artístico de Pesquisas Musicais de Alagoas), participa do Festival de Música de Goiânia/GO. Ariano Suassuna, que procurava um flautista para seu grupo de música armorial, ao ter conhecimento de sua bem sucedida atuação através de jornal alagoano, convida-o para integrar o Quinteto Armorial.
Com o Quinteto Armorial percorreu o Brasil. Apresentou-se no teatro da PUC de São Paulo, na Sala Cecília Meireles e no Festival de Cosquín-Argentina, em 1976. Gravou dois discos com o grupo: Do Romance ao Galope Nordestino (1974) e Aralume (1976).  Na época do lançamento do primeiro disco, o grupo foi recebido com entusiasmo pelo crítico José Ramos Tinhorão em artigo do Jornal do Brasil de dezembro de 1974.
Graduado em Música pela Universidade Federal de Pernambuco, lecionou em cursos de extensão. Ministrou palestras e oficinas de pífano por todo o Brasil e a partir de 2009, baseado em Piranhas, pretendeu tornar sua cidade natal referência nacional na confecção artesanal aliada à prática musical desse instrumento, desejando com isso resgatar a cultura regional dos grupos de pífano e percussão, então menos preservados em Alagoas do que já fora. Quando integrou a Secretaria Municipal de Cultura e Turismo, idealizou o Conservatório Municipal Cacilda Damasceno Freitas (inaugurado em 18 de outubro de 2009) e criou o Bloco Cheiro de Saudade (2009-2012), o Grupo Musical Armorial de Piranhas (GMAP, 2010) e o Grupo Chorões de Piranhas (2010), além de uma extensão infantojuvenil do grupo armorial, chamada  “Gmapinho” (2011).
Luthier, confeccionava seus próprios instrumentos. Sua matéria prima era composta por elementos retirados da natureza: taquaras, cabaças, quenga de coco, entre outros. Seus pífanos, frutos de anos de pesquisa, para os quais desenvolveu uma escala (tabela de digitação básica) própria, eram vendidos em todo o território nacional e também para o exterior – Europa e Estados Unidos.

## Morte
Em 17 de janeiro de 2014 foi homenageado pelo governo do Estado de Alagoas que lhe conferiu a comenda Cavaleiro da Ordem do Mérito dos Palmares. Seu velório e sepultamento ocorreram na tarde do dia 31 em sua cidade natal, no sertão de Alagoas.